# Aßbütteler Moor
Das Aßbütteler Moor ist ein Naturschutzgebiet in den niedersächsischen Gemeinden Wanna und Nordleda in der Samtgemeinde Land Hadeln und der Stadt Cuxhaven im Landkreis Cuxhaven.

## Allgemeines
Das Naturschutzgebiet ist rund 252 Hektar groß. Es ist Bestandteil des FFH-Gebietes „Aßbüttler und Herrschaftliches Moor“. Das Gebiet steht seit dem 17. September 2010 unter Naturschutz. In dem Naturschutzgebiet ist das 1982 ausgewiesene, 183 Hektar große ehemalige Naturschutzgebiet gleichen Namens mit dem Kennzeichen NSG LÜ 083 aufgegangen. Zuständige untere Naturschutzbehörde ist der Landkreis Cuxhaven, der das Naturschutzgebiet unter dem Kennzeichen NSG CUX-006 führt.

## Beschreibung
Das Naturschutzgebiet liegt nordwestlich von Wanna und östlich der Autobahn 27 im Süden der Elbmarsch im Übergangsbereich zur Geest. Es stellt ein Hochmoorgebiet unter Schutz, das Anfang des 20. Jahrhunderts entwässert und teilweise durch Handtorfstiche abgetorft wurde. Das Gebiet wird überwiegend von Birkenwäldern geprägt. Weniger entwässerte Teile des Moores sind mit Birkenbruchwald bewachsen. In den zentralen Bereichen des Naturschutzgebietes sind naturnahe Hochmoorreste sowie größere Heideflächen vorhanden. Im Norden des Naturschutzgebietes sind Flächen weniger stark mit Birken bewachsen, hier finden sich verbreitet Pfeifengräser und Gagelsträucher.
Teile der Moorflächen sind zu Grünland kultiviert worden, die heute überwiegend als Mähwiesen genutzt werden. Das Gebiet wird nach Norden über die Gräben in der Elbmarsch zur Elbe entwässert.